# 考える人 (雑誌)
考える人とは、新潮社より2002年7月に、主に松家仁之により創刊された季刊誌の名称。年に4回刊行しており（春・夏・秋号は4月・7月・10月上旬、冬号は12月末）、「Plain living, High thinking. シンプルな暮らし、自分の頭で考える力」をモットーとしている。毎回１つのテーマを特集しており、その他には評論・エッセイ・小説などを連載している。
ユニクロの協力で創刊された雑誌であり、入っている広告はすべて同社のものである。ユニクロを題材にした記事も毎号必ず掲載される。
2016年4月より、ウェブサイト〈Webでも考える人〉が開設。
2017年4月4日刊行の60号をもって、休刊した。
2019年6月、サイト「Webでも考える人」が「考える人」に刷新。